# Eva Clayton
Eva McPherson Clayton (Savannah, 16 settembre 1934) è una politica statunitense, membro della Camera dei Rappresentanti per lo stato della Carolina del Nord dal 1992 al 2003.

## Biografia
Nata in Georgia, la Clayton frequentò la North Carolina Central University e dopo gli studi ebbe alcuni incarichi politici all'interno della contea di Warren.
Nel 1992 vinse un'elezione speciale per occupare un seggio alla Camera dei Rappresentanti, rimasto vacante dopo la morte improvvisa del deputato in carica. Pochi giorni dopo venne riconfermata per un intero mandato, divenendo la prima persona afroamericana a rappresentare lo stato della Carolina del Nord al Congresso, insieme a Mel Watt.
Durante i suoi dieci anni di permanenza alla Camera la Clayton promosse le cause liberali e fu membro del Congressional Black Caucus.
Nel 2002 rifiutò di chiedere agli elettori un sesto mandato e abbandonò il Congresso nel gennaio 2003.
Dopo il ritiro dalla scena politica, Eva Clayton ha trovato un impiego come assistente del direttore generale della FAO Jacques Diouf.